# Montieri
Montieri és un municipi situat al territori de la província de Grosseto, a la regió de la Toscana (Itàlia).
Limita amb els municipis de Castelnuovo di Val di Cecina, Chiusdino, Massa Marittima, Monterotondo Marittimo, Radicondoli i Roccastrada.
Pertanyen al municipi les frazioni de Boccheggiano, Gerfalco i Travale

## Galeria

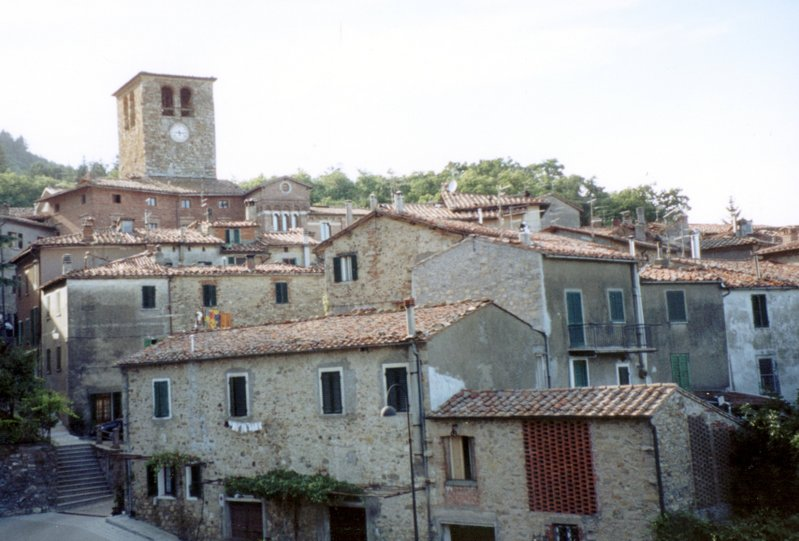
Vista del poble
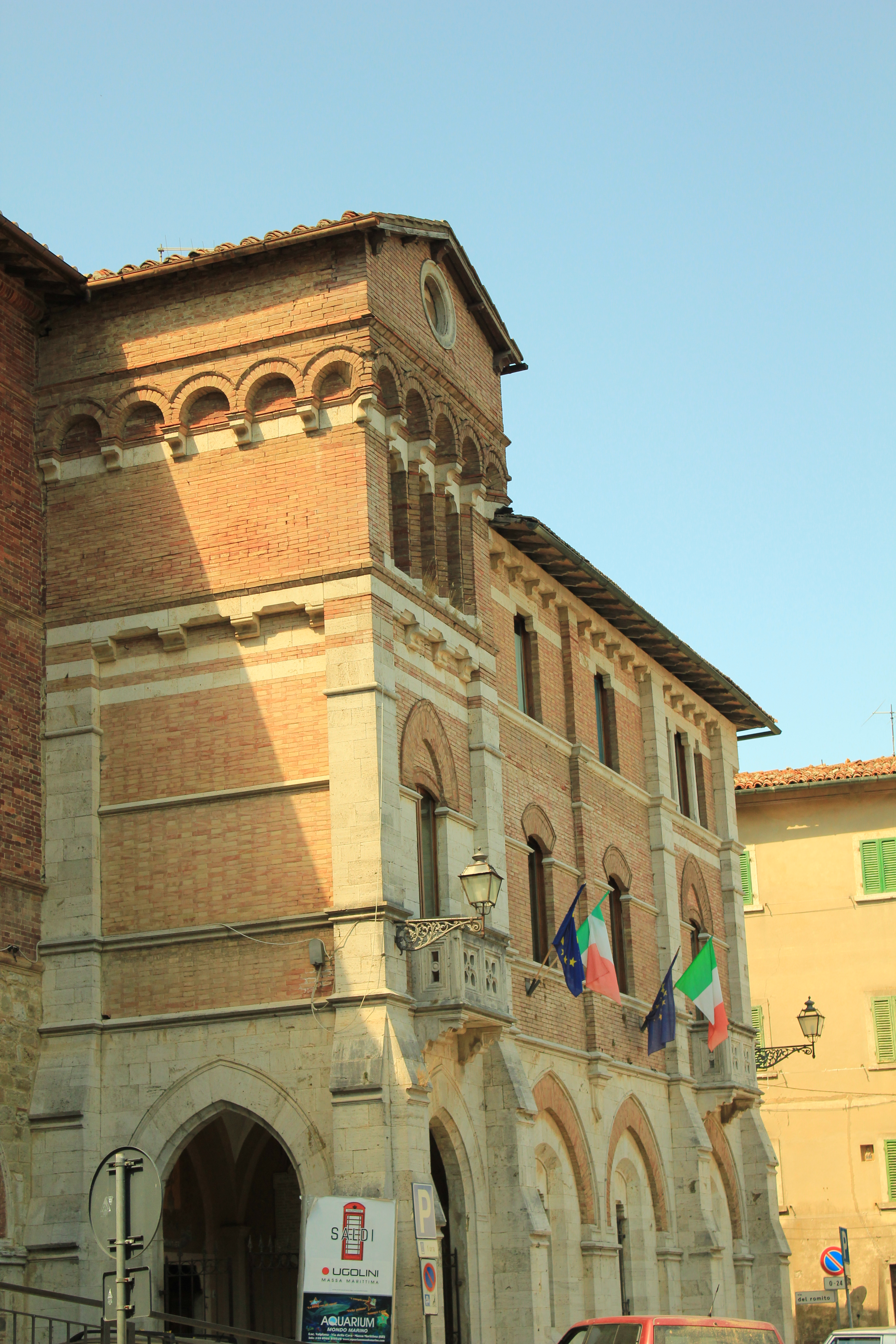
Ajuntament
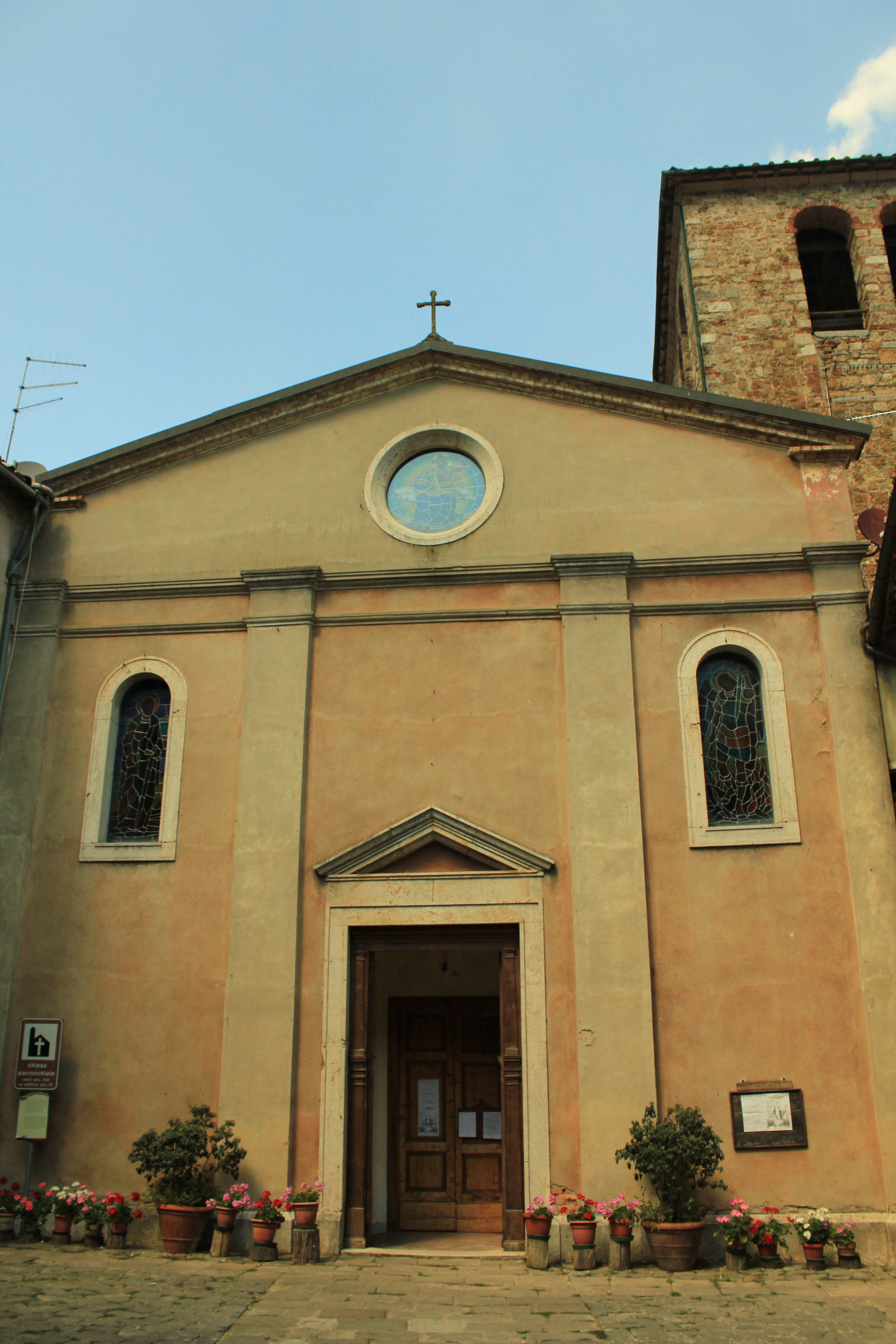
Església de S.Pau i S.Miquel
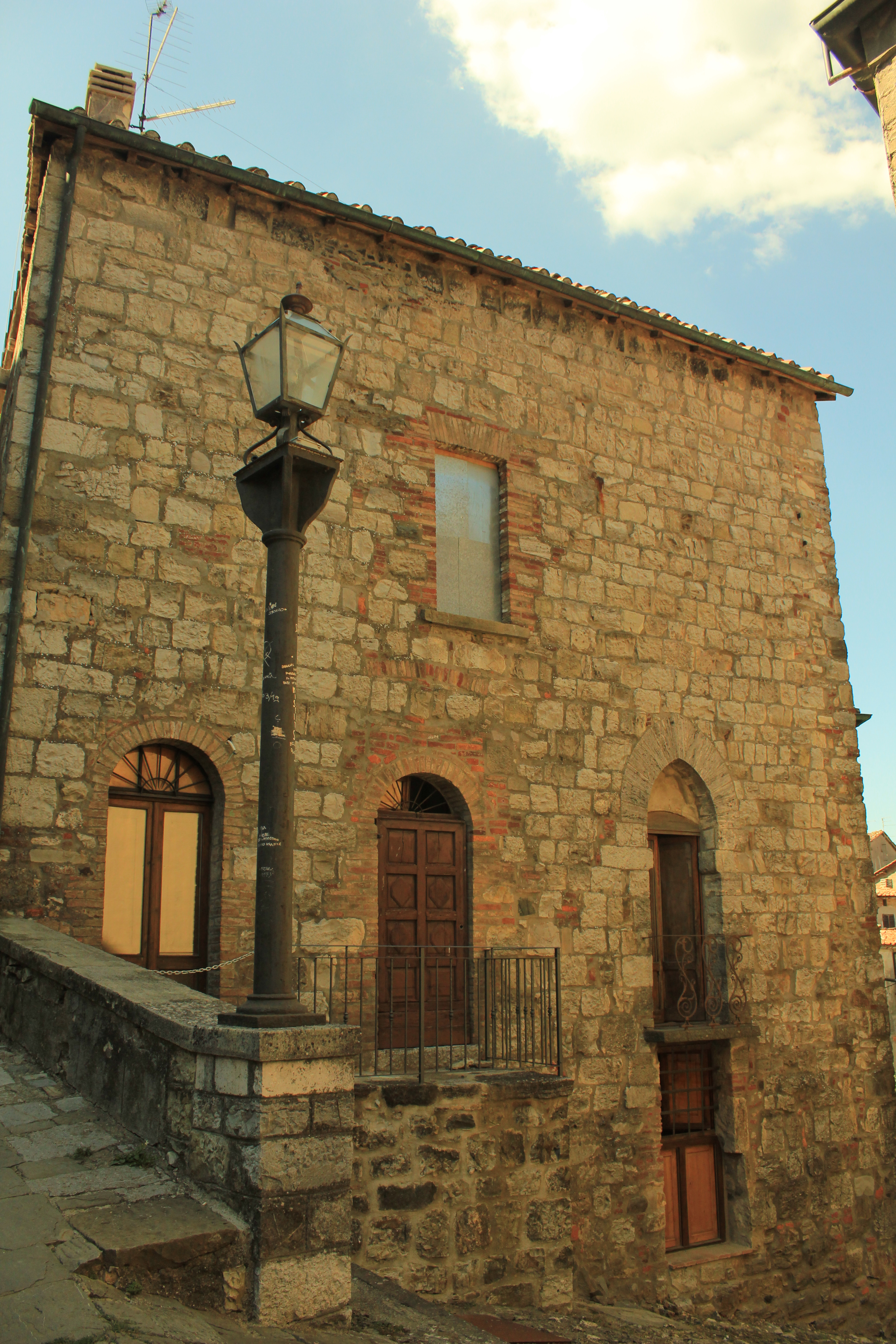
Torre Narducci
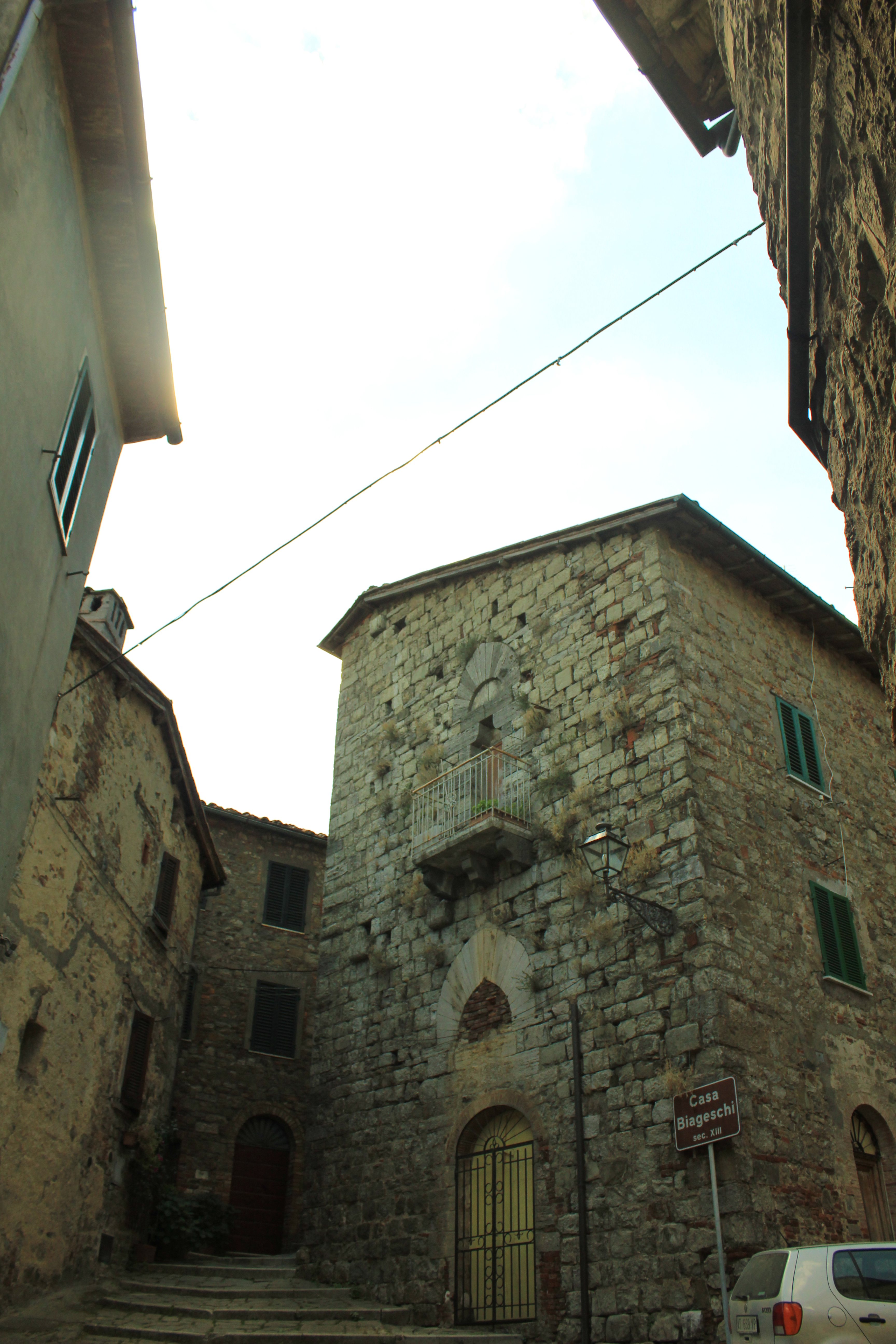
Torre Biageschi
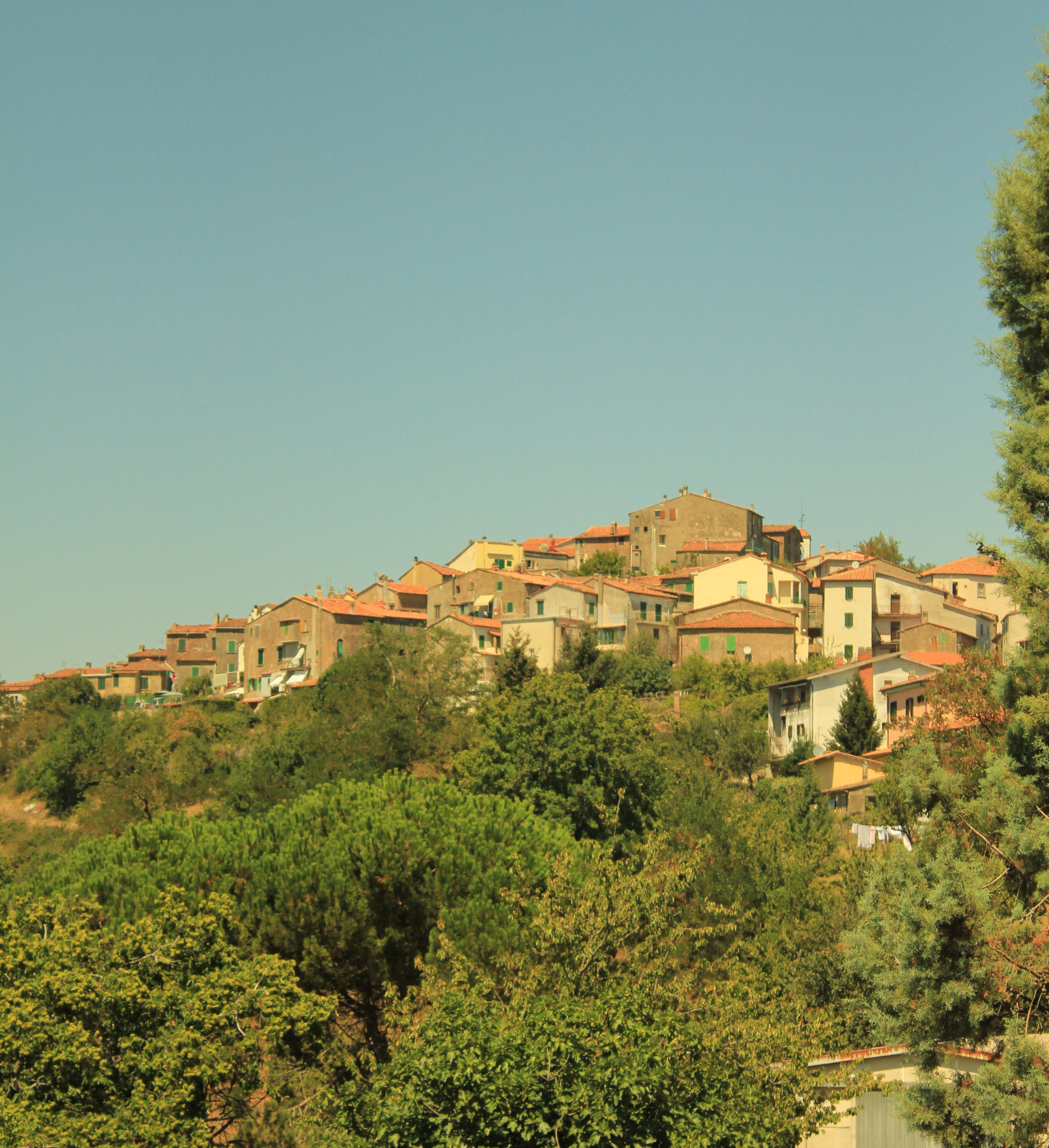
Boccheggiano
Localització de Montieri a la província de Grosseto